# Abdelhakim Ahmed al-Mawri
Abdelhakim Ahmed al-Mawri, né le 15 septembre 1960 au Yémen et mort en avril 2019 au Liban, est un militaire et homme politique yéménite. Il est ministre de l'Intérieur dans le gouvernement des Houthis du 13 décembre 2017 à avril 2019.
Alors qu'il participe en décembre 2018 aux négociations interyéménites à Stockholm, il est évacué au Liban, où il meurt des suites d'un cancer en avril 2019.